# Erica cryptanthera
Erica cryptanthera är en ljungväxtart som beskrevs av Guthrie och Bolus. Erica cryptanthera ingår i släktet klockljungssläktet, och familjen ljungväxter. Inga underarter finns listade i Catalogue of Life.